# Sweden.se
Sweden.se — офіційний вебсайт (інтернет-портал) Швеції в інтернеті. На сайті розміщена різноманітна інформація на різних мовах (в першу чергу англійською), що дає уявлення про різні аспекти життя сучасної Швеції. Ця інформація представлена як у вигляді статей, які висвітлюють окремі явища чи події, так і у вигляді фотографій, фільмів і музичних творів. 
Сайт був створений в 1997 році під назвою SverigeDirekt. З 2003 року - під державним управлінням. З 2004 року сайт називався Sverige.se, пізніше став називатися Sweden.se.

## Управління сайтом
Sweden.se адмініструється Шведським інститутом (шведською державною установою, що займається поширенням інформації про Швецію в світі) за підтримки наступних установ та організацій: 
- Канцелярія Уряду Швеції (за участю Міністерства закордонних справ і Міністерства з питань підприємництва, енергетики та зв'язку),
- Шведська торгова рада
- «Invest Sweden»
- «VisitSweden»[1].

Дизайн сайту Sweden.se слідує рекомендаціям Шведського національного керівництва для громадських сайтів - шведського адаптованого варіанту міжнародного керівництва Web Content Accessibility Guidelines (WCAG). 

## Зміст сайту
- Основна інформація про Швецію.
- Новини.
- Статті на актуальні теми.
- Календар поточних подій.
- Погода.
- Карти Швеції.
- Освіта в Швеції, в тому числі інформація для іноземців, які бажають отримати освіту в Швеції.
- Збірки посилань на сторінки шведських організацій і установ на іноземних мовах.

На сайті Sweden.se також розміщуються в електронному вигляді багато інформаційних матеріалів, які в паперовому вигляді видаються Шведським інститутом (швед. Svenska institutet, SI) - шведською державною установою, що займається поширенням інформації про Швецію і організацією міжнародного співробітництва в галузі культури, освіти, науки, а також в різних сферах суспільного життя. 